# 比克赫峰
61°36′15″N 8°15′57″E / 61.60417°N 8.26583°E
比克赫峰是挪威的山峰，位於該國東南部內陸郡，處於洛姆，距離首都奧斯陸230公里，屬於尤通黑門山脈的一部分，海拔高度2,314米。